# Anfótero
Em Química, uma substância de caráter anfótero é aquela capaz de reagir com comportamento ácido ou básico. Substâncias anfotéricas podem ser moléculas, íons ou compostos de coordenação que reagem tanto com bases quanto com ácidos. 
Alguns metais, como zinco, crômio, manganês e alumínio, formam óxidos e hidróxidos anfóteros. Um exemplo é o Al2O3, que pode reagir com NaOH:
Al2O3(aq) + 3 H2O(l) + 2 NaOH(aq) → 2 Na[Al(OH)4](aq)
ou com HCl:
Al2O3(aq) + 6 HCl(aq) → 2 AlCl3(aq) + 3 H2O(l)

Em bioquímica, substâncias anfólitas têm natureza básica ou ácida dependendo do pH do meio em que se encontram. Aminoácidos e peptídeos podem exibir esse comportamento.

## Etimologia
Anfótero deriva do grego amphóteros, que significa "ambos".

## Definição
Substâncias anfotéricas são  bases de Brønsted e  ácidos de Lewis. Elas podem receber um próton do ácido reagente (atuando como base) ou um par eletrônico da base reagente (atuando como ácido).

## Óxidos Anfóteros
Os óxidos dos elementos metálicos têm caráter geralmente ácido, enquanto os óxidos de não-metais são básicos. Entretanto, os elementos de fronteira, do berílio ao polônio, que exibem características intermediárias entre metais e ametais, formam óxidos anfóteros:
óxido de berílio, óxido de alumínio, óxido de gálio (III), óxido de germânio, trióxido de arsênio, óxido de índio, óxido de estanho (II), óxido de estanho (IV), trióxido de antimônio, óxido de chumbo (II), óxido de chumbo (IV), óxido de zinco.
Exemplos
ZnO
- Com ácido: ZnO + H2SO4 → ZnSO4 + H2O
- Com base: ZnO + 2 NaOH + H2O → Na2[Zn(OH)4]

PbO
- Com ácido: PbO + 2 HCl → PbCl2 + H2O
- Com base: PbO + 2 NaOH + H2O → Na2[Pb(OH)4]

SnO
- Com ácido: SnO +2 HCl  SnCl2 + H2O
- Com base: SnO +4 NaOH + H2O  Na4[Sn(OH)6]

Metais de oxidação variável
Óxidos diferentes de um mesmo metal com múltiplos estados de oxidação também exibem diferentes afinidades ácido-base: quanto mais positivo o NOx (maior caráter metálico), mais ácido é o óxido correspondente. O manganês, por exemplo, forma os óxidos MnO, Mn2O3 (básicos e iônicos), MnO2 (anfótero), e o Mn2O7 (fortemente ácido). Uma maneira de se ilustrar a formação das espécies ácidas ou básicas de cada óxido é reagindo-os com a água:
- Mn2+:  MnO + H2O → Mn(OH)2
- Mn7+:  Mn2O7 + H2O → 2 HMnO4

## Hidróxidos Anfóteros
O hidróxido de zinco é anfótero e pode se comportar como um ácido de Lewis:
Zn(OH)2(s) + 2 OH-(aq) → [Zn(OH)4]2-(aq)
ou como base de Brønsted:
Zn(OH)2(s) + 2 H+(aq)  → Zn2+(aq)  + 2 H2)O(l)
Também são anfóteros o hidróxido de alumínio, hidróxido de estanho (IV) e o hidróxido de cromo(III).

## Anfóteros anfipróticos
Uma classe particular de espécies anfóteras são anfipróticas. Essas espécies podem doar ou receber prótons (H+), e atuam como bases ou ácidos de Brønsted. A água é um excelente exemplo de substância anfiprótica: absorve H+ quando reage com HCl
HCl(aq) + H2O(l) → H3O+(aq) + Cl-(aq)
e doa seu próton quando reage com NH3:
NH3(aq) + H2O(l) → OH-(aq) + NH4+
Bicarbonato também pode reagir como base: 
HCO3− + H3O+ → H2CO3 + H2O
ou como ácido;
HCO3− + OH− → CO32− + H2O
Outros exemplos de substâncias anfipróticas (derivadas de ácidos polipróticos) são HS-, H2PO4-, HPO42-, que reagem com a água de modo semelhante.

## Anfólitos
Anfólitos (portmanteau de eletrólito anfotérico) são bases e ácidos de Brønsted encontrados no estudo da bioquímica. 
Nos aminoácidos, por exemplo, o grupo amina atua como receptor de próton, enquanto o grupo carboxila atua como doador de próton. A glicina, por exemplo, está completamente protonada em pH ácido, completamente desprotonada em pH básico, e na forma de zwitterion em pH neutro. A cadeia lateral de certos aminoácidos pode ser relevante no caráter anfotérico da molécula: lisina, arginina e histidina têm cadeia lateral "básica" e positivamente carregada. Aspartato e glutamato têm cadeia lateral "ácida" e negativamente carregada. Consequentemente, essas espécies formam soluções-tampão em diferentes regiões da escala de pH. Aspartato e glutamato, de cadeia lateral ácida, têm capacidade tamponante na região ácida, e o contrário ocorre com lisina e arginina. A histidina, porém tem pKR = 6, e pode estar positivamente carregada ou neutra em pH próximo da neutralidade. Por isso, resíduos de histidina são empregados em muitas reações catalisadas por enzimas.